# Amédée Joyau
Amédée Joyau (1872-1913) est un peintre et graveur français connu pour ses gravures sur bois en couleurs, marquées par le japonisme.

## Biographie
Amédée est le fils d'Achille Joyau (1831-1873), premier grand prix de Rome 1860 en architecture.
En 1897, à Bucarest, il épouse Alice Marcolesco, d'origine roumaine, fille du peintre post-impressionniste Georges Marcolesco (1870-?). Le couple eut deux fils, Alain, né en 1903, et Alban, né en 1907.
Il meurt à Fontainebleau où il est inhumé le 9 août 1913, sa mort, à 41 ans, étant annoncée dans la plupart des grands quotidiens français.

## Création artistique
Profondément marqué par l'Extrême-Orient après un voyage effectué au Japon en 1889, il entre l'année suivante à l'atelier Cormon (Paris), puis il se tourne essentiellement vers la gravure sur bois, à une époque où ce procédé semble revenir en vogue, après avoir été oblitéré par les progrès de la typogravure. Il exécute aussi quelques rares eaux-fortes. Il est possible qu'il croise chez Cormon, Toulouse-Lautrec.
On connaît aussi de lui des paysages et des marines, sous la forme d'aquarelles ainsi que quelques huiles. En mars 1895, il expose des dessins inspirés de Paris au salon du Champ-de-Mars. Il devient membre de la Société nationale des beaux-arts en 1901. Il expose au Salon d'automne qui accueille une rétrospective de ses paysages bretons en 1913. 
Du côté du travail sur bois en couleurs, il s'inspire à partir de 1893-1894 de scènes de rues parisiennes, Montmartre d'abord (Le Moulin de la Galette), puis les quartiers des grands boulevards. Il exécute une série de crépuscules très contrastés, dans un style qui rappelle celui de certaines estampes d'Henri Rivière.
Puis il se tourne vers l'Atlantique et s'inspire de paysages maritimes bretons, vendéens, ou de mer du Nord.

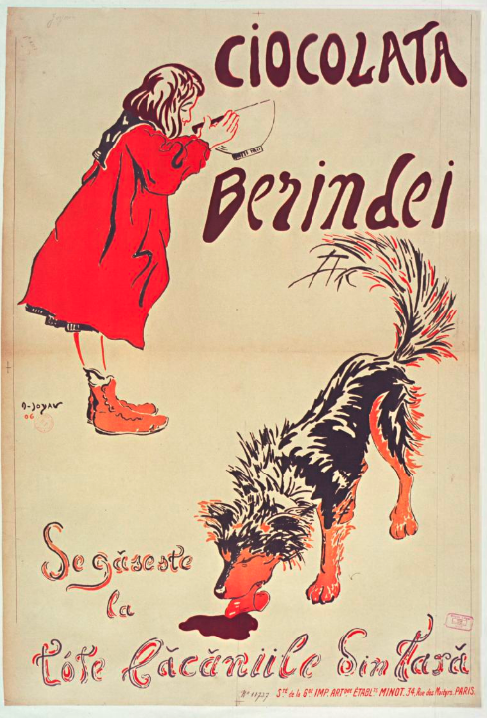
Lithographie (1907), imprimée par Minot (Paris)

En 1906-1907, il est en lien avec la Roumanie, sans doute par sa belle-famille, et il exécute des portraits gravés de personnalités roumaines, puis reçoit une commande pour une affiche publicitaire du Ciocolata Berindei (Bucarest), qui sera tirée sur les presses lithographiques de Minot (Paris).
Vers 1909, il se retire en forêt de Fontainebleau et produit de nombreux sous-bois qui témoignent de son attachement à la nature. En janvier 1909, il expose chez Georges Petit, au sein du groupe « La Cimaise », pour une première saison ; il reste fidèle aux éditions suivantes jusqu'en 1912.
Hiver 1911-1912, il fait partie des initiateurs de la Société de la gravure sur bois originale.

## Conservation
Sa production approche sans doute 140 pièces, la plupart ont été cataloguées par l'expert américain Atherton Curtis (1863-1943) en 1938. Sur ce fonds, 108 estampes, dont plusieurs états, sont conservées à l'INHA.

## Quelques bois en couleurs

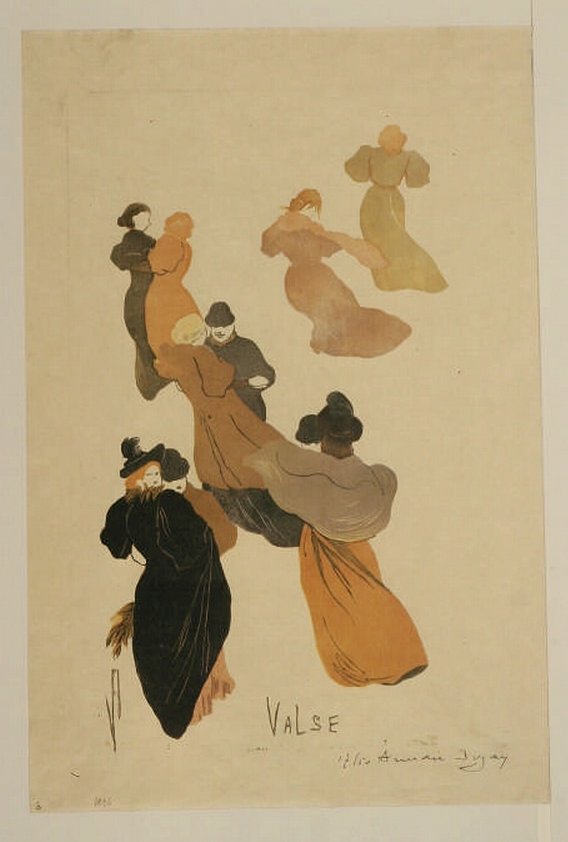
Valse (1896)
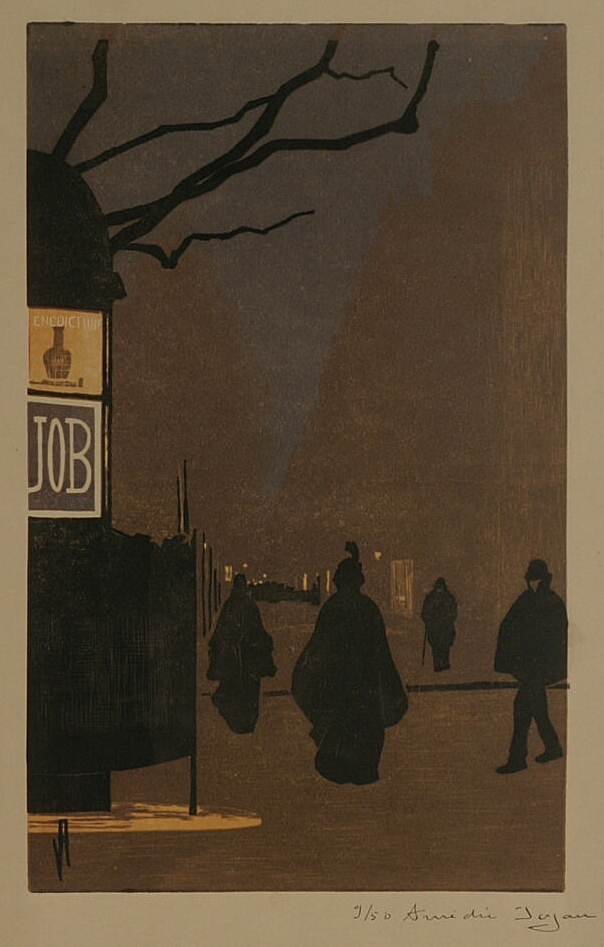
Boulevard Malesherbes (1899)
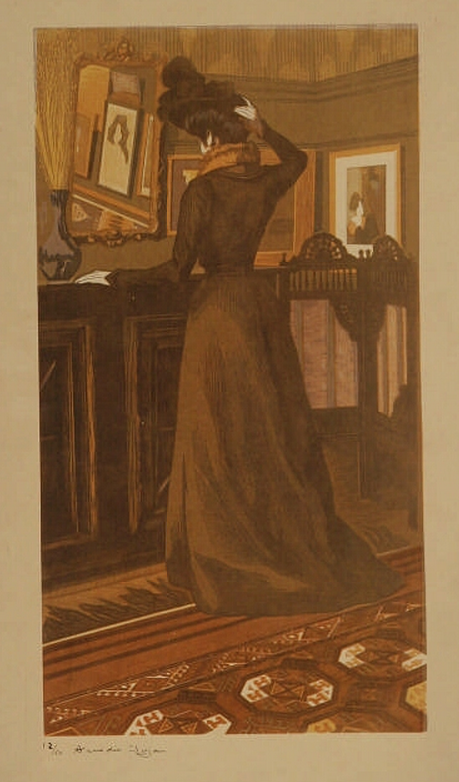
Anna ou Jeune femme se recoiffant (1899),INHA
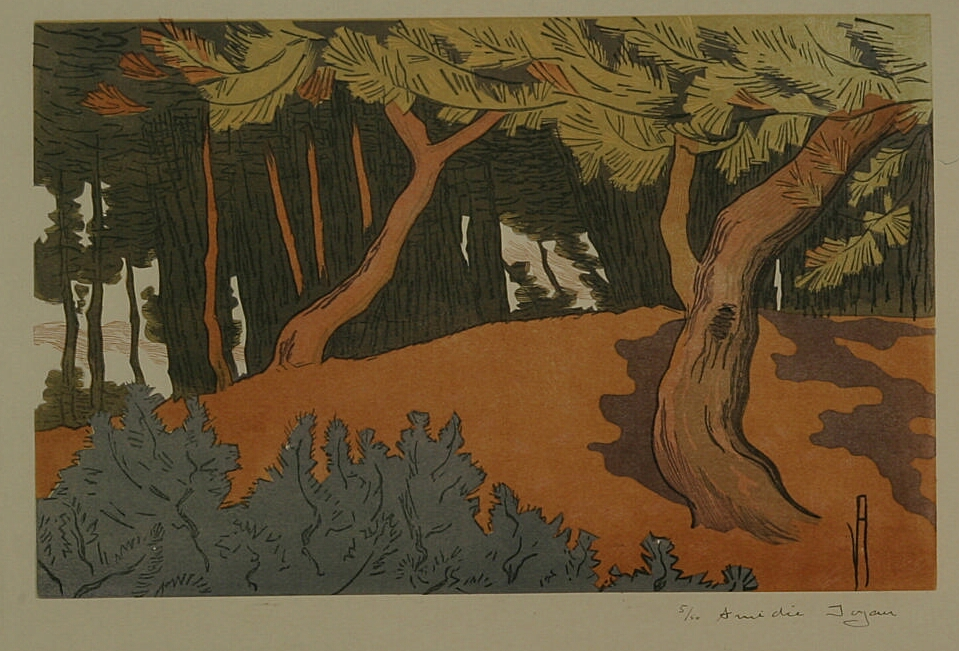
Pins. Soleil couchant, Le Touquet (1900)
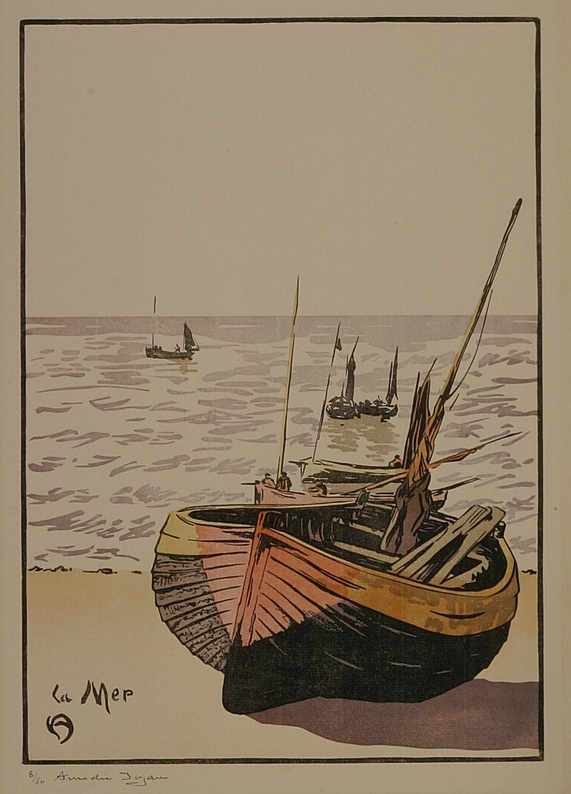
La Mer, Yport (1902)